# Nozha Boujemaa
Cet article possède un paronyme, voir Boudjemaa.
 (mars 2021).
Nozha Boujemaa est une chercheuse franco-tunisienne dans le domaine de l'intelligence artificielle. Chevalière de l'ordre national du Mérite, elle est également chroniqueuse sur les sujets de l'intelligence artificielle et du numérique pour différents médias, dont Le Monde.

## Carrière

### Études
Après des études en mathématiques et physique à Tunis et un master en imagerie médicale à l'université Paris-XI, Nozha Boujemaa soutient une thèse intitulée « Modélisation floue de l'incertitude pour la segmentation d'images » à l'université Paris-V.  

## Recherches et applications
Ses recherches sur l'imagerie médicale, puis l'intelligence artificielle appliquée à l'image lui ont permis de devenir une experte internationale et nationale reconnue. Elle s'intéresse particulièrement à l'écosystème de l'intelligence artificielle et les impacts que peut avoir cette technologie d'un point de vue médical mais aussi sociétal.
Elle a encadré l'équipe de recherche d'un moteur de recherche par image, « Ikona ». Elle participe, depuis son lancement en 2009, au projet collaboratif Pl@ntNet, qui se base d'ailleurs sur Ikona.